# 福岡県道・大分県道110号東下中津線
福岡県道・大分県道110号東下中津線（ふくおかけんどう・おおいたけんどう110ごう ひがししもなかつせん）は、福岡県築上郡上毛町から大分県中津市に至る一般県道である。

## 概要
福岡県築上郡上毛町大字東下から大分県中津市豊田町に至る。

### 路線データ
- 起点：福岡県築上郡上毛町大字東下（大分県道・福岡県道102号野路土佐井線交点）
- 終点：大分県中津市豊田町（豊田交差点、大分県道23号中津高田線起点、大分県道・福岡県道113号中津豊前線交点）

## 歴史
- 1959年（昭和34年）4月1日 - 福岡県道・大分県道149号下唐原万田線認定。[要出典]

現在の路線の一部　福岡県築上郡上毛町下唐原（福岡県道・大分県道16号吉富本耶馬渓線交点） - 大分県中津市万田（国道212号交点）
- 1967年（昭和42年）8月26日
  - 福岡県道・大分県道149号下唐原万田線廃止。[要出典]
  - 福岡県道・大分県道435号東下中津線認定。[要出典]

福岡県築上郡上毛町東下（大分県道・福岡県道102号野路土佐井線交点） - 大分県中津市万田（国道212号交点）[要出典]
- 1973年（昭和48年）3月31日 - 福岡県道・大分県道110号東下中津線として路線番号変更。[要出典]

## 路線状況

### 重複区間
- 福岡県道・大分県道16号吉富本耶馬渓線（福岡県築上郡上毛町大字上唐原・上毛町水出交差点 - 築上郡上毛町大字下唐原・恒久橋入口交差点）
- 国道212号（大分県中津市大字万田）

### 道路施設

#### 橋梁
- 福岡県
  - 恒久橋（築上郡上毛町）

## 地理

### 通過する自治体
- 福岡県
  - 築上郡上毛町
- 大分県
  - 中津市

### 交差する道路
| 交差する道路                                             | 都道府県名 | 市町村名 | 市町村名 | 交差する場所 | 交差する場所      |
| -------------------------------------------------------- | ---------- | -------- | -------- | ------------ | ----------------- |
| 大分県道・福岡県道102号野路土佐井線                      | 福岡県     | 築上郡   | 上毛町   | 大字東下     | 起点              |
| 福岡県道・大分県道16号吉富本耶馬渓線 重複区間起点        | 福岡県     | 築上郡   | 上毛町   | 大字上唐原   | 上毛町水出交差点  |
| 国道10号                                                 | 福岡県     | 築上郡   | 上毛町   | 大字上唐原   | 唐原交差点        |
| 福岡県道・大分県道16号吉富本耶馬渓線 重複区間終点        | 福岡県     | 築上郡   | 上毛町   | 大字下唐原   | 恒久橋入口交差点  |
| 国道212号 重複区間起点                                   | 大分県     | 中津市   | 中津市   | 大字万田     |                   |
| 国道212号 重複区間終点                                   | 大分県     | 中津市   | 中津市   | 大字万田     |                   |
| 福岡県道・大分県道1号豊前万田線                          | 大分県     | 中津市   | 中津市   | 大字万田     |                   |
| 大分県道23号中津高田線 大分県道・福岡県道113号中津豊前線 | 大分県     | 中津市   | 中津市   | 豊田町       | 豊田交差点 / 終点 |

### 沿線
- 上毛町立友枝小学校
- 大池公園